# Karbonil fluorid
Karbonil fluorid je neorgansko jedinjenje sa formulom COF2. Ovaj gas, poput njegovog analoga fosgena, je bezbojan i visoko toksičan. Molekul je planaran sa  simetrijom.

## Priprema i svojstva
Karbonil fluoridi se mogu pripremiti reakcijom fosgena sa fluorovodonikom i oksidacijom ugljen-monoksida, mada drugi metod lako dovodi do prekomerne oksidacije do ugljen tetrafluorida. Oksidacija ugljen-monoksida srebro difluoridom je podesan metod:
Karbonil fluorid je nestabilan u prisustvu vode. On se hidrolizuje do ugljen-dioksida i fluorovodonika.

## Bezbednost
Karbonil fluorid je ekstremno otrovan sa graničnom vrednošću od 2 ppm za kratkotrajno izlaganje.